# Sankta Maria kyrka, Ystad

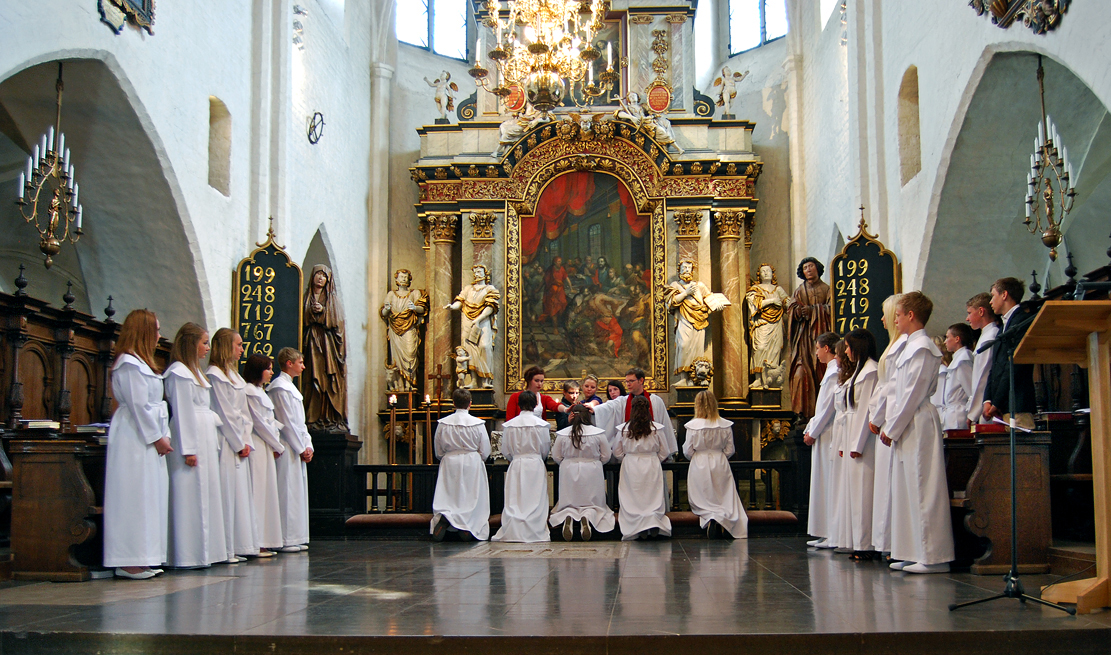
Konfirmation i kyrkan, 14 maj 2011.

Sankta Maria kyrka är en kyrkobyggnad i Ystad som är församlingskyrkan i Ystad-Sövestads församling och tillhör Svenska kyrkan.

## Kyrkobyggnaden
Kyrkan började byggas runt år 1200. Från början var det förmodligen en romansk basilika med plant tak men omkring 1275 fick mittskeppet spetsbågsvalv varav ett ännu finns kvar. På 1300-talet tillkom Heligkorskapellet i söder, som ursprungligen var sakristia och dopkapell. Det nuvarande koret byggdes på 1400-talet och sidoskeppen förlängdes samtidigt för att bilda koromgången.
Vid en storm 20 april 1648 störtade tornet och förstörde kyrkans västra del. Redan 1650 hade ett nytt tvärskepp färdigställts i renässansstil, men det nya tornet blev färdigt först i slutet av 1600-talet. Under ledning av Carl Georg Brunius gjordes omfattande förändringar på 1830-talet. Utvändigt fick kyrkan strävpelare och större fönster. Heligkorskapellet och det södra vapenhuset revs på 1840-talet. År 1886 utfördes en omfattande förändring av kyrkans interiör under ledning av stadsarkitekten Peter Boisen. Kyrkan fick nytt golv i betong och koret fick en golvbeläggning av cementmosaik. De gamla kyrkbänkarna togs bort, tillsammans med mycket av kyrkans utsmyckning.
Åren 1923–1925 restaurerades kyrkan ännu en gång och mycket av det som togs bort vid restaureringen 1886 av återställdes av kyrkoherden Sam Stadener och domkyrkoarkitekten Theodor Wåhlin. Bland annat var gravstenarna och epitafierna som togs bort tillbaka på sina ursprungliga platser 
I kyrkgolvet ligger ett 40-tal gravstenar från 1600 och 1700-talet.
Även kyrkbänkarna kunde delvis återställas. På båda sidor om vapenhusets dörrar står kyrktagningsbänkarna. När kvinnor hade fött barn fick de inte sitta med resten av församlingen då de ansågs orena till både kropp och själ. Beroende på om kvinnan fött en son eller dotter tog det olika lång tid innan hon fick återta plats i kyrkan och församlingens gemenskap. Om hon fött en son fick hon vänta i fyrtio dagar och om hon fött en dotter fick hon vänta i åttio dagar. Det kallades att bli kyrktagen.

## Inventarier
Predikstolen är ett av Skånes förnämsta barockarbeten. Den tillkom 1626–1631 och är utförd i kalksten med baldakin i trä. I koromgången finns en målning som skildrar den heliga Dorotea. Altaruppsatsen i barockstil utfördes 1718–1731 av Johan Jerling.  Den innehåller två tavlor av Carl Mört, vilka föreställer Jesu dop och den första nattvarden.
I det nuvarande dopkapellet finns det medeltida altarskåpet, tillverkat i målad och förgylld ek på 1400-talet i Tyskland. I mitten sitter Maria och Jesus, som håller en bok med texten "veni de Libano, veni coronaberis" i Vulgatas fria översättning av Höga Visan 4:8.
Kyrkans dyrbaraste klenod är en gotisk ljuskrona. Ljuskronan är gjord för fem vaxljus och daterad till slutet av 1300-talet. Ljuskronan har ställts ut på världsutställningen i Paris 1867 och sedan varit utlånad till statens historiska museum i Stockholm, den återlämnades till kyrkan 1924 där den idag hänger över dopfunten i brons, tillverkad i Lübeck 1611.
Väggarna pryds av epitafier, minnestavlor med familjeporträtt av inflytelserika människor, bland andra borgmästare, från 1500 och 1600-talen.

### Orgel
- 1709 byggde Johan Georg Amdor en orgel. (Denna orgel reparerades av amatörorgelbyggaren Anders Larsson, Svenstorps Mölla, år 1830. Båda Trumpet-stämmorna, bälgarna och piporna var nästan odugliga och tillverkades nya till stor del. Phil. Mag., Assessorn Em. Wenster, Domkyrkoorganist i Lund, granskade arbetet och fann det mycket gott). Omnämnande i Malmö Tidning 31 december 1830, s. 4 [7].
- 1878 byggde Marcussen & Søn, Aabenraa, Danmark en orgel med 26 stämmor.
- 1901 byggde Johannes Magnusson, Göteborg en orgel med 33 stämmor.
- Den nuvarande orgeln byggdes 1967 av Olof Hammarberg, Göteborg och är en mekanisk orgel. Fasaden är troligen från 1709 års orgel.

| Huvudverk I       | Svällverk II      | Bröstverk III  | Pedal           | Koppel |
| Gedacktpommer 16´ | Rörflöjt 8´       | Gedakt 8'      | Subbas 16´      | I/P    |
| Principal 8´      | Kvintadena 8'     | Koppelflöjt 4' | Principalbas 8' | II/P   |
| Gemshorn 8'       | Principal 4'      | Principal 2'   | Basflöjt 8'     | III/P  |
| Gedakt 8'         | Blockflöjt 4'     | Oktava 1'      | Koralbas 4'     | II/I   |
| Oktava 4'         | Waldflöjt 2'      | Terscymbel III | Aliquot II      | III/I  |
| Rörflöjt 4'       | Nasat 1 1/3'      | Krummhorn 8'   | Mixtur IV       |        |
| Oktava 2'         | Scharf II         |                | Basun 16'       |        |
| Sesquialtera II   | Dulcian 16'       |                | Dulcian 8'      |        |
| Mixtur V          | Skalmeja 8'       |                | Trumpet 4'      |        |
| Trumpet 8'        | Tremulant         |                |                 |        |
|                   | Crescendosvällare |                |                 |        |

#### Kororgel
Kororgeln byggdes 1975 av Anders Persson Orgelbyggeri, Viken och är en mekanisk orgel.
| Manual           |
| Gedackt 8'       |
| Principal 4'     |
| Rörflöjt 4'      |
| Waldflöjt 2' B/D |
| Nasat 1 1/3'     |

## Tornväktaren
Varje natt har tornväktaren uppsikt över staden från kyrkans torn. Traditionen startade vid mitten av 1700-talet och är fortfarande levande.
Ystad är den sista ort i Sverige som har bevarat traditionen med tornväktare. Det har alltid varit samma släkt som har tjänstgjort som tornväktare i Ystad. Roland Borgs far Helmer Borg var tornväktare i 30 år, då hans son senare tog över som 15-åring. Tutningarna sker en gång kvart över, två gånger när klockan är halv, tre gånger kvart i och fyra gånger varje heltimme. Tutningarna sker i varje väderstreck. Idag blåser man endast tidgivningen mellan 21:15 och 01:00.
Uppdraget som tornväktaren har är att han ska vaka över staden och meddela medborgarna om någon fara uppstod/uppstår. Förr i tiden när det brann i byn ringde tornväktaren med en klocka utanför fönstret. Om man inte hörde tornväktaren betydde det oro i byn. Idag har brandmyndigheten ansvar för den delen och tornväktarens uppdrag är att föra traditionen vidare.
Sedan länge har det funnits nattvakter som vaktar på Ystads gator. Mellan tornväktare och nattvakt fanns det förr i tiden ett visst samarbete. Nattväktarens uppgift var att gå runt på Ystads gator och ropa ut klockslag och vindriktning samtidigt som de höll uppsikt över byn.
En liknande funktion finns fortfarande kvar i Kraków. Där spelar en väktare vid vissa klockslag en melodi på trumpet från Mariakyrkans torn.

## Galleri

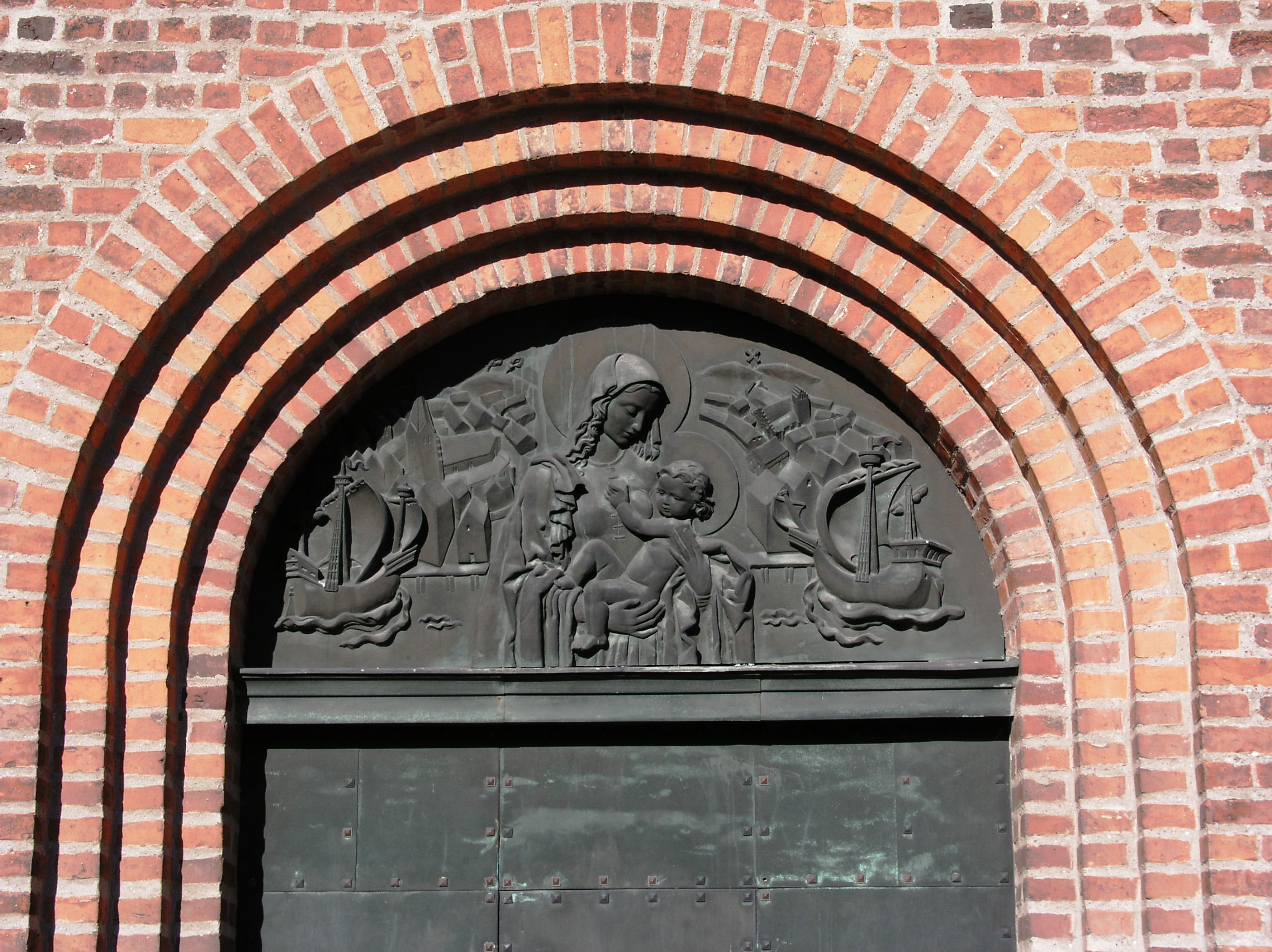
Sankta Maria kyrkas portal.
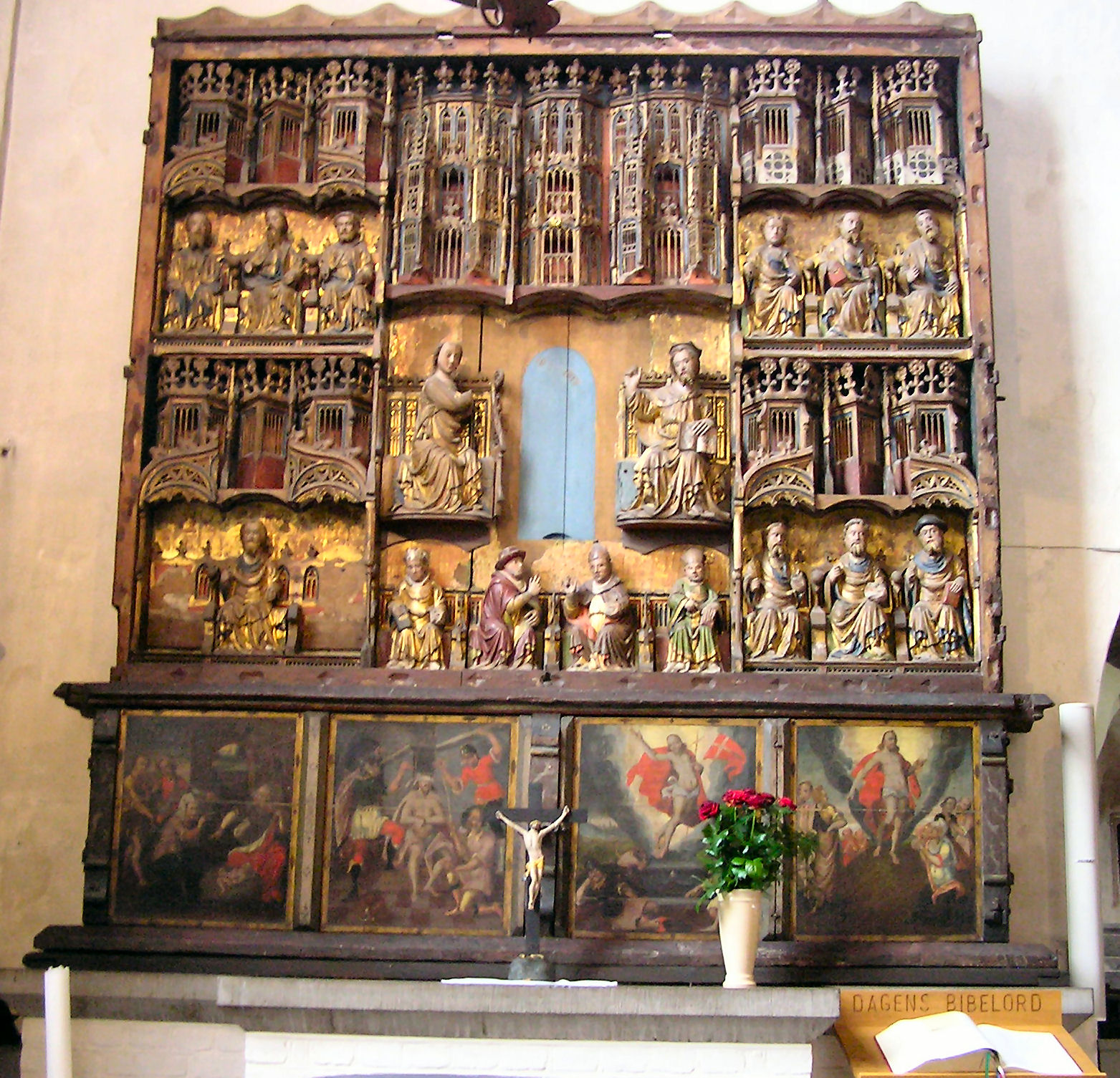
Det medeltida altarskåpet.
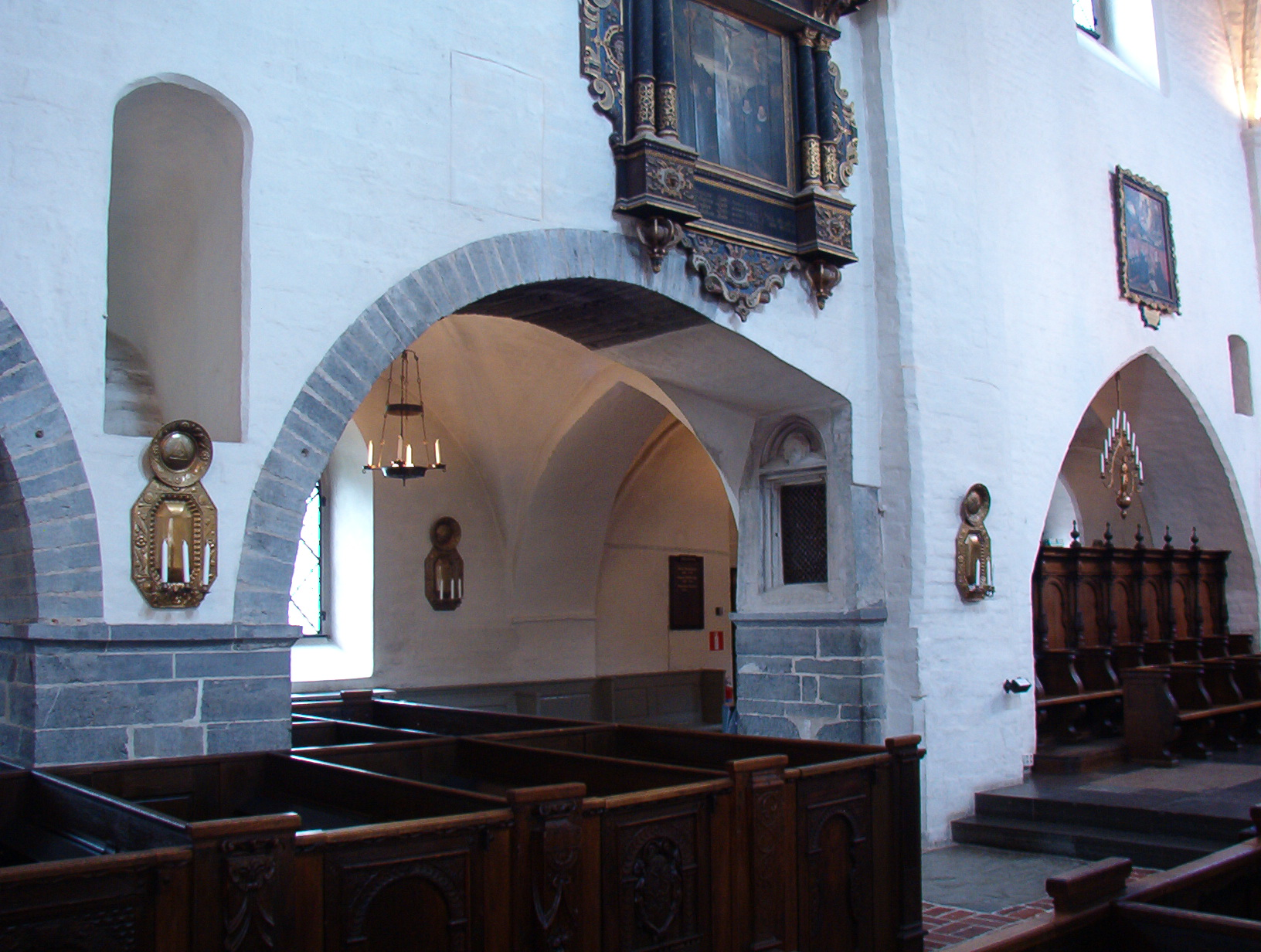
Interiör.
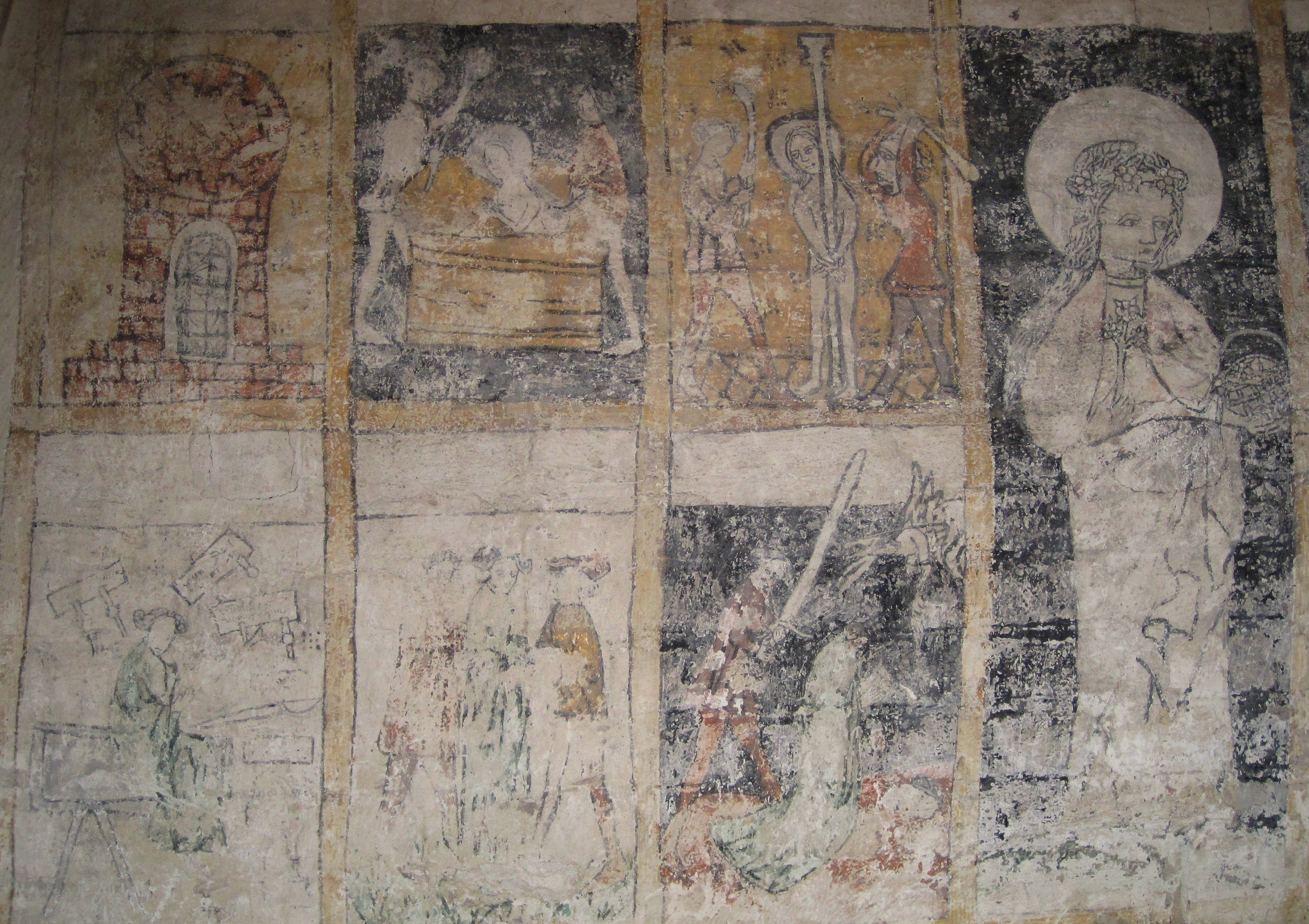
Medeltida väggmålningar i koromgången.
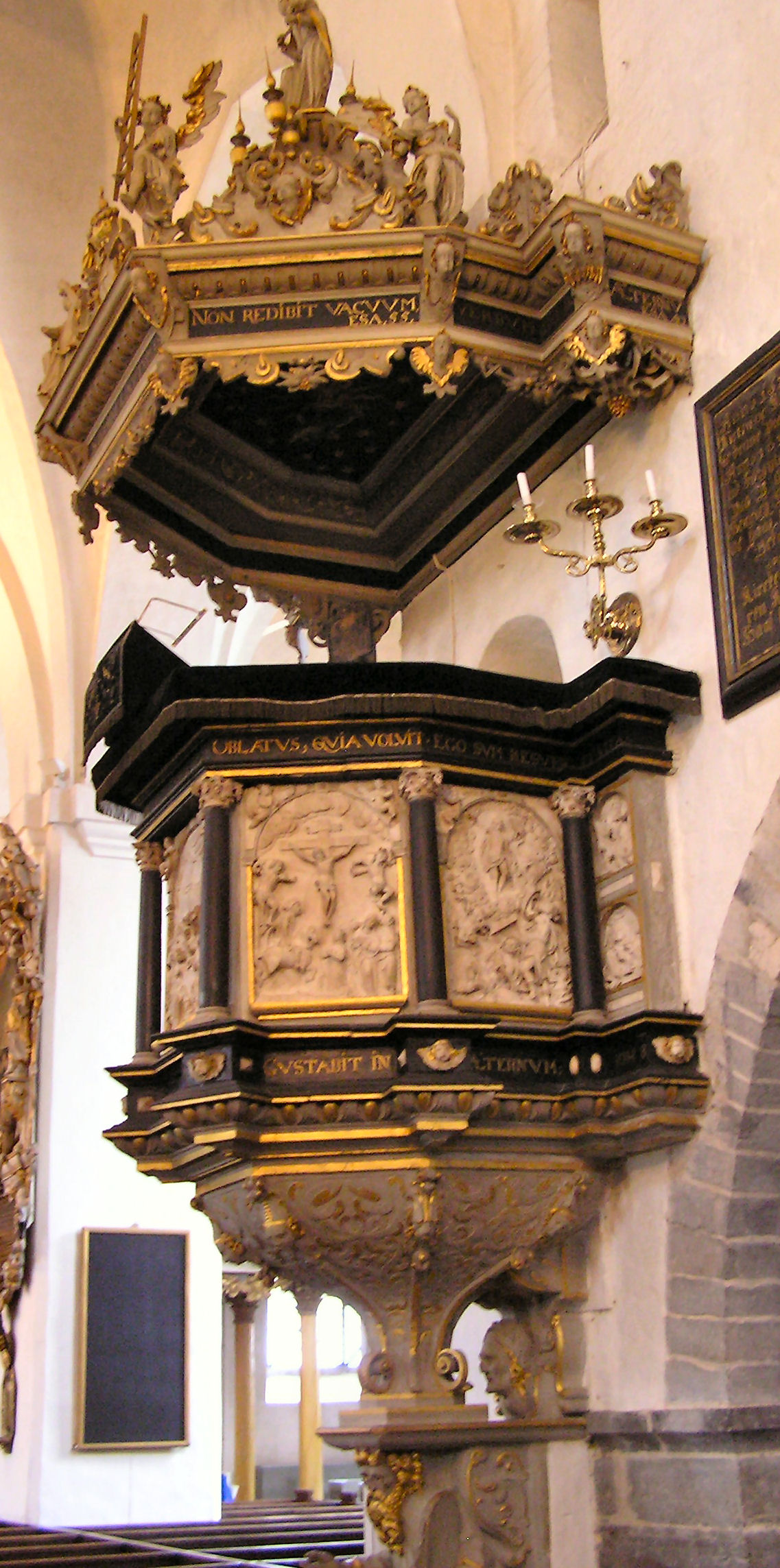
Predikstolen.
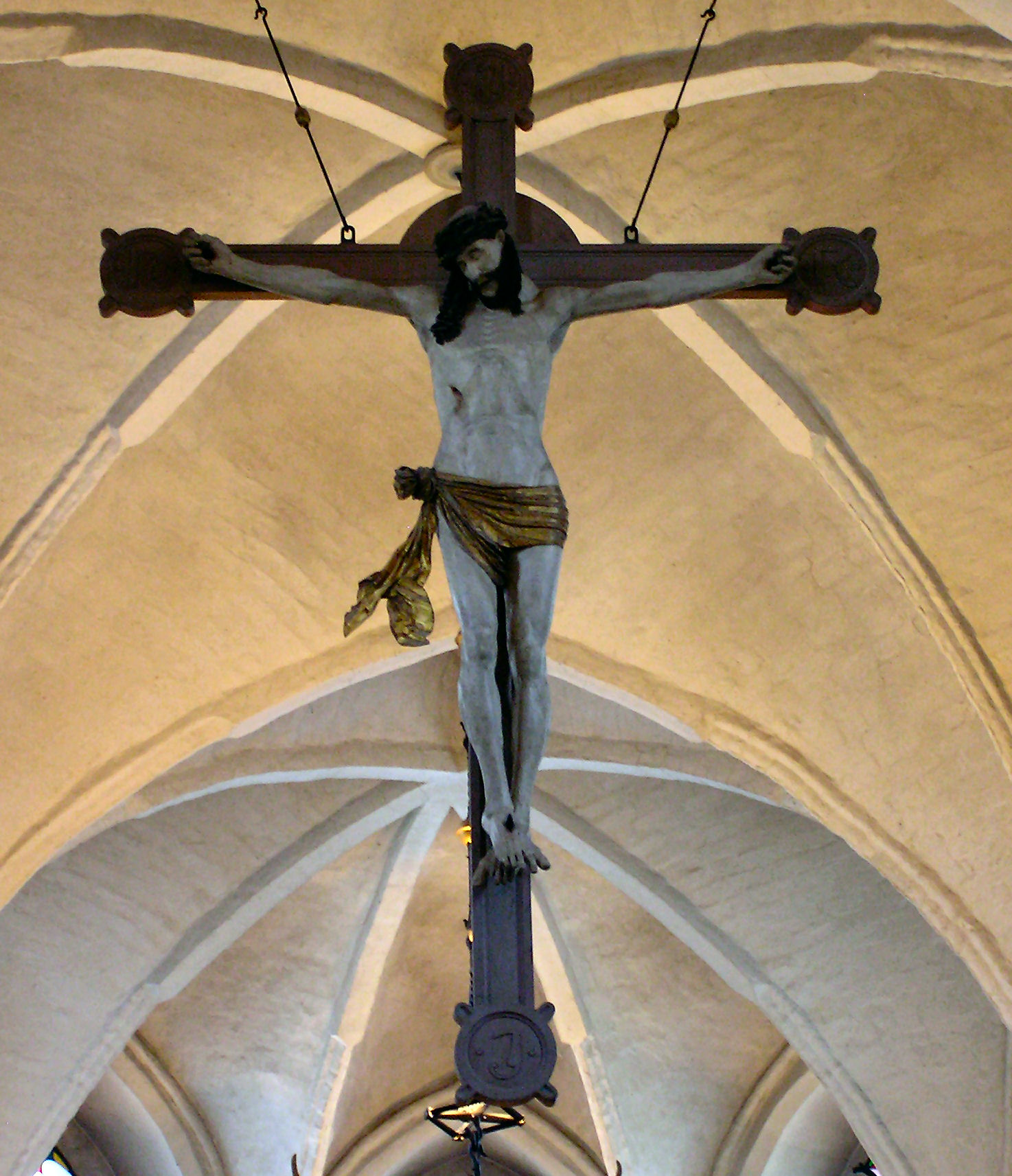
Triumfkrucifixet.
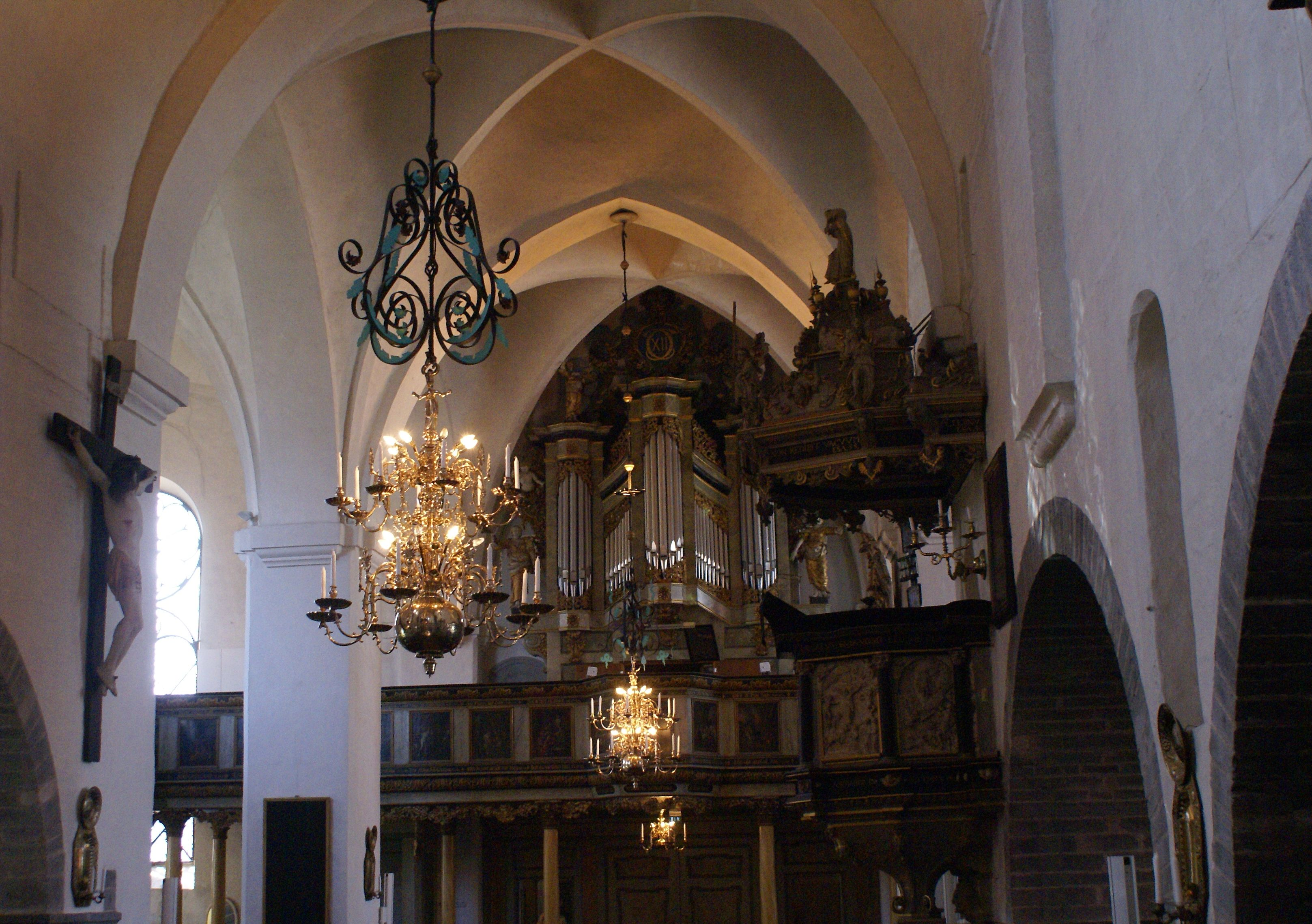
Orgeln

- Wikimedia Commons har media som rör Sankta Maria kyrka, Ystad.